# ラ・ティラナ (王立サン・フェルナンド美術アカデミー)
『ラ・ティラナ』（西: La Tirana）は、スペインのロマン主義の巨匠フランシスコ・デ・ゴヤが1799年から1800年に制作した肖像画である。油彩。当時「ラ・ティラナ」の愛称で知られた舞台女優マリア・デル・ロサリオ・フェルナンデスを描いている。現在はマドリードの王立サン・フェルナンド美術アカデミーに所蔵されている。また異なるバージョンが個人コレクションに所蔵されている。

## 人物
「ラ・ティラナ」ことマリア・デル・ロサリオ・フェルナンデスは1755年にフアン・フェルナンデス・レボレド（Juan Fernández Rebolledo）とアントニア・ラモス（Antonia Ramos）の娘として生まれた。彼女は1773年にマドリードの王立劇場の劇団でそのキャリアをスタートさせた。愛称は夫であった俳優フランシスコ・カステヤノス（Francisco Castellanos）が「エル・ティラノ」（El Tirano）と呼ばれていたことに由来する。約2年の間、バルセロナを中心に様々な都市で巡業したのち、マヌエル・マルティネス（Manuel Martínez）の劇団でトップ女優となり、ラ・クルツ劇場やプリンシペ劇場の公演で大成功を収め、リチャード・カンバーランドやレアンドロ・フェルナンデス・デ・モラティンに称賛された。演劇を愛好したゴヤは彼女の肖像画を2度描いた。1797年に胸の病気のため舞台から退き、1803年に死去。

## 作品

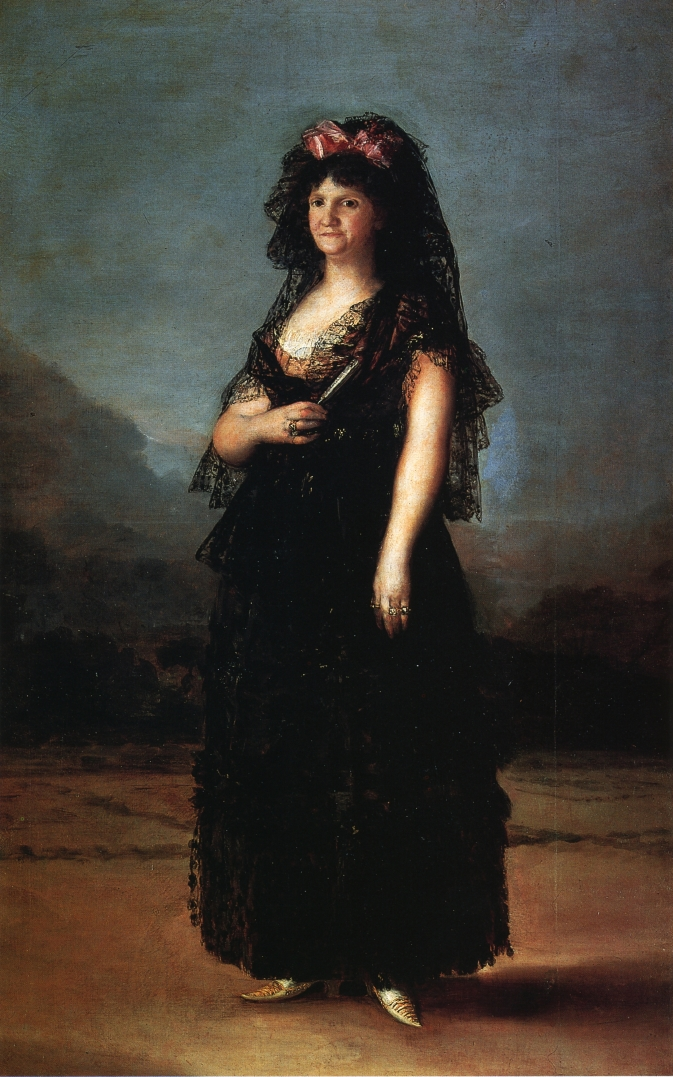
ゴヤの『王妃マリア・ルイサの肖像』。1799年。オリエンテ宮殿所蔵。

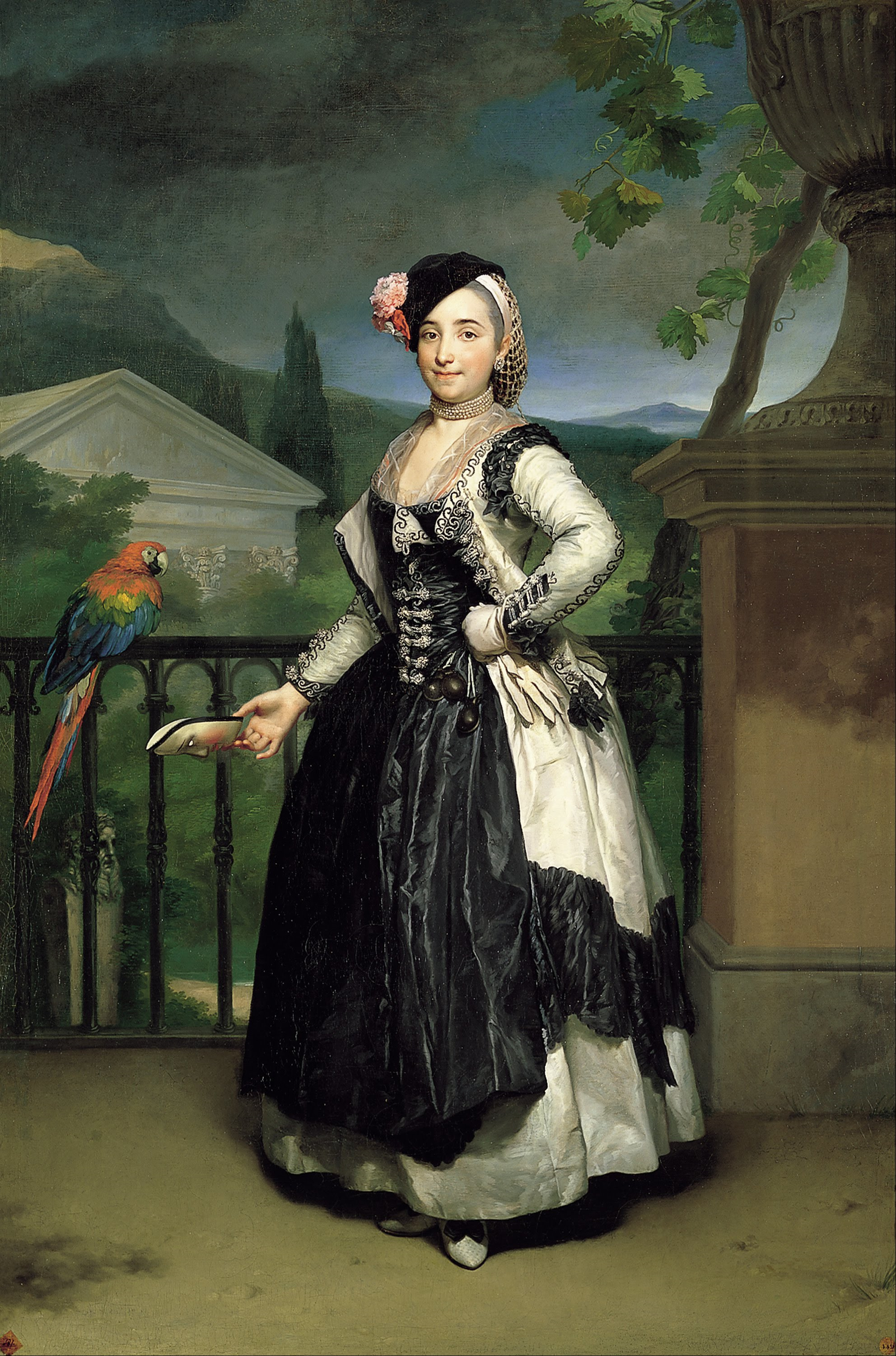
アントン・ラファエル・メングスの『リャノ侯爵夫人の肖像』。1775年頃。王立サン・フェルナンド美術アカデミー所蔵。

ゴヤは堂々とした態度で屋外に立つマリア・デル・ロサリオ・フェルナンデスを描いている。彼女はエレガントな白のドレスを着て、その上に金の刺繍が施された赤みがかったストールを巻き、イヤリングや指輪などの宝飾品を身に着け、足には当時流行していた白い靴を履いている。背景には宮殿の庭園につながるであろう鉄製の黒い欄干と噴水が見える。画面左下隅にモデルの名前と署名、制作年が記されている。
構図的には同じく王立サン・フェルナンド美術アカデミーに所蔵されているアントン・ラファエル・メングスの『リャノ侯爵夫人イザベル・デ・パレーニョ・イ・アルセの肖像』（Retrato de la marquesa de Llano）を思い出させる。ゴヤはまた同時期にほぼ同じ構図で王妃マリア・ルイサの肖像画を制作している。

## 来歴
肖像画はマリア・デル・ロサリオ・フェルナンデスのいとこのマリア・テレサ・ラモス（María Teresa Ramos）によって、1816年に王立サン・フェルナンド美術アカデミーに寄贈された。

## 別バージョン
このバージョンは本作品の5年前に制作された肖像画で、優雅な白いドレスの上に胸を覆うショールをまとった半身像として描かれている。もともとはビリャゴンサロ伯爵家のコレクションにあったが、その後、個人コレクションの手に渡った。

## 影響
風刺画家マヌエル・トーバーは1919年に雑誌『ラ・ノベラ・テアトラル』（La Novela Teatral）のため、本作品に触発されたマリア・デル・ロサリオ・フェルナンデスの表紙イラストを制作した。

## ギャラリー
関連作品

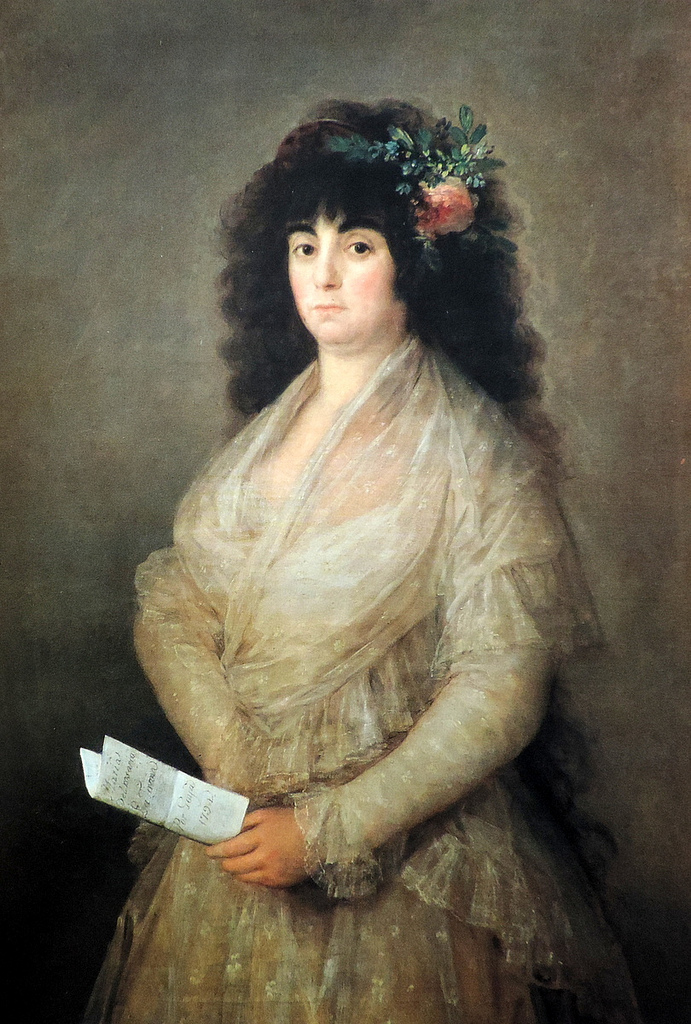
フランシスコ・デ・ゴヤ『ラ・ティラナ』1794年 個人蔵
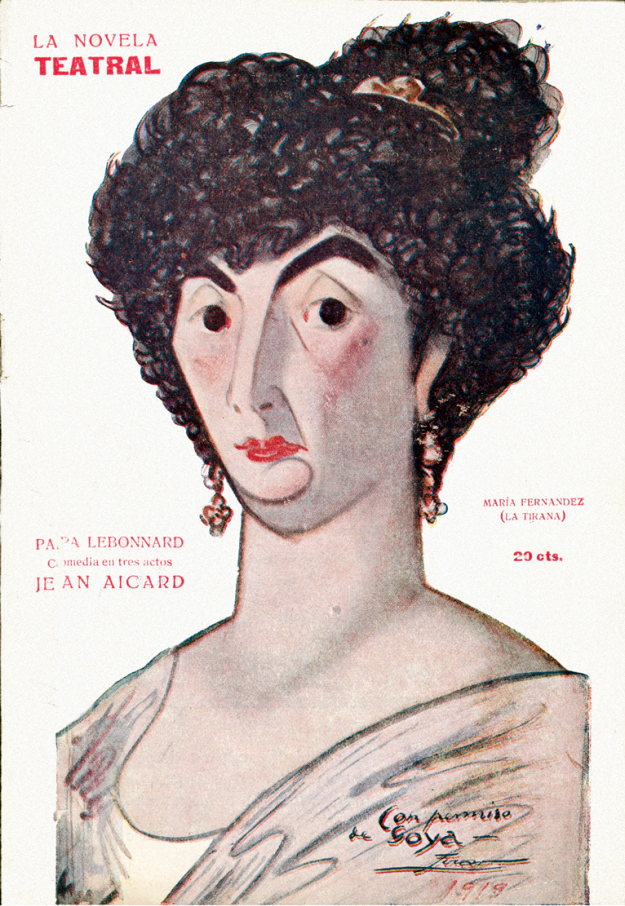
マヌエル・トーバー（英語版）の風刺画 1919年